# Jean-Michel Larqué
Jean-Michel Larqué (Bizanos, 8 settembre 1947) è un allenatore di calcio ed ex calciatore francese, di ruolo centrocampista.

## Palmarès

### Club
- Campionato francese: 7

Saint-Étienne: 1966-1967, 1967-1968, 1968-1969, 1969-1970, 1973-1974, 1974-1975, 1975-1976
- Supercoppa francese: 3

Saint-Étienne: 1967, 1968, 1969
- Coppa di Francia: 5

Saint-Étienne: 1967-1968, 1969-1970, 1973-1974, 1974-1975, 1976-1977